# Thomas Kuhn
Pour les articles homonymes, voir Kuhn.
Thomas Samuel Kuhn, né le 18 juillet 1922 à Cincinnati, dans l'Ohio et mort le 17 juin 1996 à Cambridge, dans le Massachusetts, est un philosophe des sciences et historien des sciences américain. Il s’est principalement intéressé aux structures et à la dynamique des groupes scientifiques à travers l’histoire des sciences. Il est le promoteur d'une interprétation de l'histoire des sciences selon laquelle le développement historique des théories est discontinu ; pour rendre compte de ce processus il reprend, à Alexandre Koyré notamment, le concept de révolution scientifique et introduit celui, devenu classique, de changement de paradigme (en)  (paradigm shift en anglais).

## Biographie
Thomas Kuhn est né à Cincinnati, Ohio. Il étudie la physique à l’université Harvard. Après son doctorat en 1949, il enseigne l’histoire des sciences en tant qu'« assistant professor ». Il est nommé au Fellow Guggenheim en 1954. En 1956 il quitte Harvard pour l’université de Californie à Berkeley où il obtient en 1961 une chaire en histoire des sciences. En 1964 il est nommé professeur à l’université de Princeton. En 1979 Kuhn revient à Boston, au Massachusetts Institute of Technology ; en 1983 il reçoit la chaire de « Laurence S. Rockefeller Professor » au MIT, où il enseigne jusqu’en 1991.
Kuhn reçoit le prix Howard T. Behrman en 1977 pour ses travaux remarquables en sciences humaines. Il est également médaillé Sarton (récompense de la History of Science Society) en 1982, et reçoit le prix de la Society for Social Studies of Science en 1983.
Il est principalement connu pour son ouvrage la Structure des révolutions scientifiques, qu’il a écrit alors qu’il était encore à Harvard, et publié en 1962. Ce livre a été traduit en seize langues et vendu à plus d’un million d’exemplaires.
Détenteur d’un grand nombre de titres honorifiques, il meurt le 17 juin 1996 à l’âge de 73 ans. Il souffrait alors depuis plusieurs années d’un cancer, du poumon.
Thomas Kuhn a été marié deux fois : d'abord à Kathryn Muhs (avec laquelle il eut trois enfants : Sarah, Elizabeth et Nathaniel) et plus tard à Jehane Barton (Jehane R. Kuhn).

## La pensée kuhnienne
Kuhn mobilise l’histoire des sciences afin d’expliquer la dynamique des sciences non plus d’un point de vue uniquement cognitif, mais en tenant compte de facteurs sociaux. Si Kuhn n’est pas le seul ni le premier à avoir tenu cette position, c’est son ouvrage majeur, La Structure des révolutions scientifiques, paru en 1962, qui est généralement considéré comme emblématique et véritablement fondateur de cette approche.
Il y développe la thèse d’une science progressant de manière fondamentalement discontinue, c’est-à-dire non par accumulation mais par rupture. Ces ruptures, appelées révolutions scientifiques, sont selon Kuhn analogues à un renversement des représentations des savants (ce que les psychologues de la perception appellent un gestalt switch). Pour illustrer ce basculement, il emprunte entre autres l’exemple du « canard-lapin » à Wittgenstein. Selon le regard posé sur ce dessin, on y reconnaît alternativement le profil d’un canard ou d’un lapin. Kuhn transpose ce phénomène à la science. À un instant t, correspondant à un état particulier des croyances sociales porteuses d’un point de vue sur la nature, le scientifique a une représentation théorique particulière du monde. Celle-ci change dès que le point de vue se modifie car on ne peut plus revenir en arrière. Kuhn nie l'existence d'un point de vue neutre ou objectif car le paradigme est incommensurable.
Les facteurs influençant les points de vue des scientifiques peuvent être modélisés et analysés par l’épistémologie : il s’agit essentiellement des crises résultant d’une mise en échec fondamentale du cadre scientifique en place, incapable de fournir les outils théoriques et pratiques nécessaires à la résolution d’énigmes scientifiques. En somme, l’évolution de la science selon Kuhn peut être modélisée par une boucle : l’adoption d’un paradigme par la communauté scientifique dure tant qu’il n’y a pas d’obstacle (anomalie) externe qui le contredise. Lorsque cette anomalie se manifeste, une crise s’établit parmi les scientifiques, et perdure jusqu’à la résolution du problème et l'adoption d’un nouveau paradigme. S'ensuit alors un retour à la science normale, et ainsi de suite.

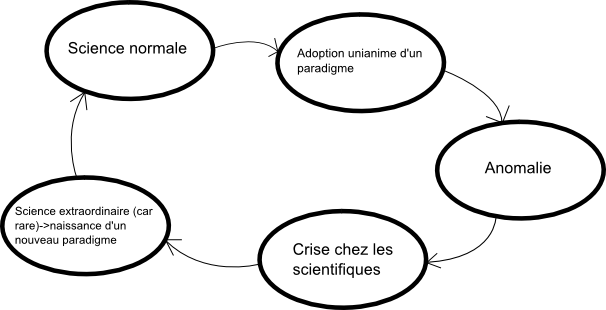
Évolution cyclique des paradigmes scientifiques

Les concepts de paradigme, de « science normale » et de « science révolutionnaire » forment la base du modèle kuhnien de l’évolution de la science.
De façon générale, en s’appuyant ainsi sur une théorie des révolutions scientifiques, Kuhn défend contre Popper l’idée que les théories scientifiques ne sont pas rejetées dès qu’elles ont été réfutées, mais seulement quand elles ont pu être remplacées. Ce remplacement est pour partie un phénomène social (et donc imitatif), dans le sens où il engage une communauté de scientifiques en accord sur un agenda centré sur l’explication de certains phénomènes ou de certaines expériences. Cette communauté est dotée d’une structure qui lui est propre (conférences, publications...). Il n’est pas rare dans l’histoire que plusieurs écoles coexistent pour une même discipline scientifique, éventuellement dans une relation d’opposition et d’ignorance réciproque relatives, chacune abordant des problématiques communes à travers des paradigmes différents.

## Débat Polanyi - Kuhn
Kuhn et Michael Polanyi croyaient tous deux que les expériences subjectives ont fait de la science une discipline relativisée. Polanyi a donné des conférences sur ce sujet pendant des décennies avant que Kuhn publie La structure des révolutions scientifiques.
Les partisans de Polanyi ont accusé Kuhn de plagiat car ils savaient que Kuhn avait assisté à plusieurs conférences de Polanyi, et que les deux hommes avaient beaucoup discuté d'épistémologie. En réponse à ces critiques, Kuhn a cité Polanyi dans la deuxième édition de La structure des révolutions scientifiques. En dépit de cette alliance intellectuelle, le travail de Polanyi a été interprété en permanence par d'autres dans le cadre des changements de paradigme de Kuhn.

## Œuvres

### Œuvres traduites en langue française
- Thomas Kuhn (trad. Avram Hayli), La Révolution copernicienne [« The Copernician Revolution : Planetary Astronomy in the Development of Western Thought »], Paris, Librairie Générale Française, coll. « Livre de poche., Biblio essais » (no 15), 1992 (1re éd. 1957), 379 p. (ISBN 978-2-253-05933-2) ; nouvelle édition : Paris, Les Belles Lettres, coll. « L'Âne d'Or », 2016  (ISBN 978-2-251-42069-1).
- Thomas Kuhn (trad. de l'anglais par Laure Meyer), La structure des révolutions scientifiques [« The Structure of Scientific Revolutions »], Paris, Flammarion, coll. « Champs / 791 », 2008 (1re éd. 1962), 284 p. (ISBN 978-2-08-121485-9, OCLC 262699548).
- Thomas Kuhn (trad. Michel Biezunski, Pierre Jacob, Andrée Lyotard-May et Gilbert Voyat), La tension essentielle ["The essential tension"], Paris, Gallimard, coll. Bibliothèque des sciences humains, 1990  (ISBN 2070718166)

### Œuvres en langue anglaise
- (en) T. S. Kuhn, The Function of Dogma in Scientific Research. p. 347–69 in A. C. Crombie (ed.). Scientific Change (Symposium on the History of Science, University of Oxford, 9-15 July 1961). New York and London: Basic Books and Heineman, 1963.
- (en) Thomas Kuhn, Black-body theory and the quantum discontinuity, 1894-1912, Chicago, University of Chicago Press, 1987 (réimpr. 1978), 378 p. (ISBN 978-0-226-45800-7, OCLC 15014828, lire en ligne).
- (en) Thomas Kuhn, The essential tension : selected studies in scientific tradition and change, Chicago, University of Chicago Press, 1977, 366 p. (ISBN 978-0-226-45805-2 et 978-0-226-45806-9, OCLC 3034084).
- (en) T. S. Kuhn, The Function of Measurement in Modern Physical Science. Isis, 52(1961): 161-193.
- (en) Thomas Kuhn, James Conant (éditeur) et John Haugeland (éditeur), The road since Structure : philosophical essays, 1970-1993, with an autobiographical interview, Chicago, University of Chicago Press, 2000, 335 p. (ISBN 978-0-226-45798-7 et 978-0-226-45799-4, OCLC 43729156, lire en ligne).